# Cross section (microscopia)
Nell'analisi diagnostica di campioni multistrato, per cross section o cross-section si intende un frammento di materiale inglobato in un supporto e osservato in sezione.
Questa tecnica è particolarmente usata nell'analisi di campioni di strati pittorici.

## Preparazione
Si preleva un frammento del materiale multistrato (ad esempio una superficie pittorica) composto da tutti gli strati dello stesso. In una forma si cola uno strato di materiale trasparente, spesso una resina epossidica o poliesterea o acrilica, e si fa addensare. Prima che sia completamente solidificata, si poggia orizzontalmente sulla superficie dello strato il frammento raccolto, vicino a uno dei lati del blocchetto, facendo attenzione a non farlo affondare. Il frammento si ricopre con altra resina e si fa solidificare.
Una volta solidificato, il blocchetto si estrae dalla forma. In seguito si porta in superficie il frammento inglobato, asportando la resina con carta abrasiva, in modo da avere la sua sezione su un lato del blocco. La carta abrasiva usata è a granulometria via via decrescente.
A questo punto il lato con la sezione si lucida con carta abrasiva finissima e si osserva al microscopio ottico. Per l'osservazione, si può bagnare con del liquido a giusto indice di rifrazione.
La lucidatura può essere anche fatta con un cannone ad argon, il risultato è migliore ma gli strati di materiale organico possono essere talvolta compromessi dall'operazione.

## Analisi
L'analisi consiste di un'osservazione al microscopio ottico.
Si possono fare diversi tipi di osservazioni: a luce visibile, a luce ultravioletta, a luce polarizzata, a campo chiaro, a campo scuro, ...
I diversi tipi di osservazioni possono far ottenere diverse informazioni, utili all'identificazione degli strati del campione.
Le cross section possono essere anche usate in analisi con tecniche di superficie come il SEM-EDX o il SIMS.

## Utilizzo
È un tipo di analisi per identificare i componenti dei vari strati pittorici e il loro livello di degrado dal loro aspetto macroscopico e/o dalla loro interazione con la luce.
L'identificazione della struttura dell'opera è fondamentale per poter avviare un restauro efficace e sicuro e fornisce informazioni storiche riguardo alle tecniche e ai materiali usati nel contesto studiato (epoca, luogo, ambito sociale e/o culturale, autore, ...).